# Едвард Янчевскі
Едвард Янчевскі або Едвард Францішек Янчевскі-Глінка (14 грудня 1846, Блінструбішкяй — 17 липня 1918) — польський ботанік, ректор Яґеллонського університету, член Академії знань (АЗ).

## Біографія
У 1862 році закінчив середню школу у Вільнюсі. Продовжив навчання у Яґеллонському університеті та у Санкт-Петербурзькому університеті. У 1873 році влаштувався на роботу в Яґеллонський університет як доцент на кафедрі анатомії та фізіології рослин, у 1875—1913 роках керував цією кафедрою. У 1875 здобув звання доцента, а у 1877 — професора. У 1888–1889 роках він був деканом факультету філософії, у 1901—1902 роках ректором Яґеллонського університету та проректором з 1902 до 1903.
Від 1876року член-кореспондент Академії знань, від 1885 року — дійсний член АЗ; у 1890—1894 та 1908—1914 роках директор відділу математики та природничих наук АЗ; до 1873 року співробітник фізико-географічної комісії АЗ; у 1903—1913 роках — Президент Ботанічного відділу фізико-географічної комісії АЗ; у 1895—1898 роках — голова сільськогосподарського відділу АЗ. Член багатьох наукових товариств, у тому числі: Товариства природничих наук в Шербурі, ботанічного товариства в Единбурзі та Французької академії наук.
Проводив дослідження у області анатомії рослин, садівництва, мікології та альгології. Він першим у Польщі провів дослідження в області генетика рослин, опрацював світову монографію роду смородина та описав новий тип синьо-зелених водоростей.

## Окремі наукові публікації
- Le parasitisme du Nostoc Lichenoides (1872)
- Recherches sur les Porphyria (1872)
- O rurkach sitkowych w korzeniach (1874)
- Poszukiwania nad wzrostem wierzchołkowym korzeni roślin okrytoziarnowych (1874)
- Rozwój pączka u skrzypów (1876)
- Zawilec. Anemone. Studyum morfologiczne (1892—1896 4 części)
- Trzy metody hodowli drzew owocowych (1896)
- Głownie zbożowe na Żmujdzi (1897)
- Species generis ribes (1905—1906 3 części)
- Monographie des groseilliers Ribes L. (1907)

## Почесті
Посмертно він був нагороджений Командорським Хрестом Ордена Відродження Польщі (1936).
На честь Янчевскі названо один рід та сім видів рослин:
- Janczewskia (Solms-Laubach, 1877) — рід Червоних водоростей;
- Lappa janczewskii (Dybowski, 1904);
- Bromus janczewskii (Zapal, 1904);
- Poa janczewskii (Zapal, 1906);
- Ribes janczewskii (Pojarkova, 1929);
- Anemone janczewskii (Giraudias, 1891);
- Pulsatilla janczewskii (Zapal, 1908);
- Salix janczewskii (Zapal, 1908).